# The Lancashire Fusiliers
Le Lancashire Fusiliers Régiment (en français : Régiment de fusiliers du Lancashire) était une unité de l'armée de terre britannique qui a été fusionnée avec d'autres régiments de fusiliers en 1968 pour devenir The Royal Regiment of Fusiliers.

## Caractéristiques de tradition

### Recrutement
Les hommes étaient recrutés dans le comté du Lancashire.

### Anniversaires du régiment
- Gallipoli (25 avril)
- Minden (1er août)
- Inkerman (5 novembre)

### Héritage

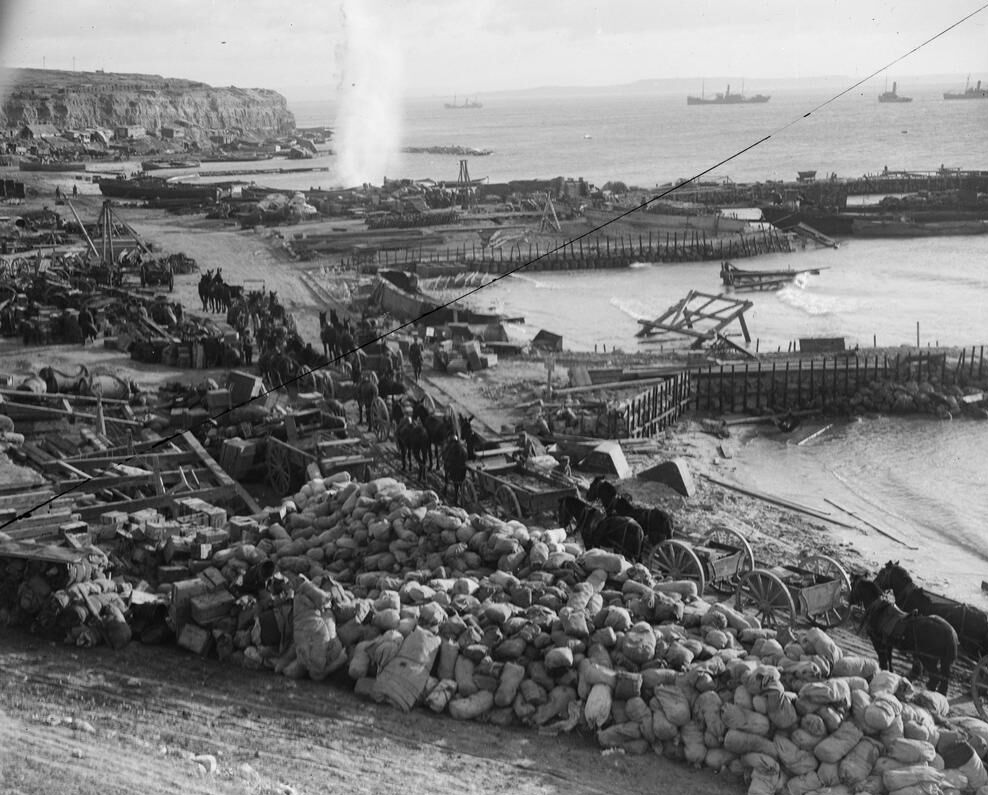
La Plage de débarquement W sur le cap Helles aux Dardanelles juste avant son évacuation

Le régiment est héritier du Peyton's Regiment of Foot formé par Sir Richard Peyton le 5 novembre 1688. Il prend le nom de ses colonels jusqu'en 1751, date à laquelle, il reçoit la dénomination de 20th Regiment of Foot.
Au titre de ces unités il hérite des titres de gloire suivants :
- Glorious revolution (La révolution glorieuse)
  - Bataille de la Boyne (3 juillet 1690)
- Campagne d'Irlande contre James II
  - Aughrim (1691)
  - Capture d'Athlone
  - Siège de Limerick
- Guerre de succession d'Espagne (1701–1714), il participe à la capture des galions espagnols lors de la bataille de la Baie de Vigo (1702)
- Guerre de Succession d'Autriche (1740-1748)
  - Dettingen (1743)
  - Fontenoy (1745)
- Rébellion Jacobite
  - Culloden (16 avril 1746)
- Guerre de Sept Ans
  - Plaine d'Abraham (Mai 1759)
  - Minden (1er août 1759)

Il fait partie des troupes qui capitulent à Saratoga avec le Général Burgoyne.
En 1782, il prend le titre de East Devonshire Regiment
- Guerres Napoléoniennes
  - Égypte
  - Guerre d'Espagne : Vimiera, la Corogne, Vittoria

Il garde Napoléon à Sainte-Hélène jusqu'à sa mort en 1821.
- Guerre de Crimée
  - Alma
  - Inkerman
  - Sebastopol
- Révolte indienne de 1857-1858
  - Lucknow

Le 1er juillet 1881, lors de la réforme Cardwell Childers qui structure l'armée britannique jusqu'en 1958, il reçoit le nom de Lancashire Fusiliers. Il est articulé en deux bataillons d'active. Sa devise officielle : Omnia Audax, toujours de l'audace.

### Musée
- The Fusilier Museum
- Wellington Barracks
- Moss Street
- Bury BL9 0DF

## Avant la Première Guerre mondiale

### Formation
À sa fondation, le régiment est articulé en deux bataillons d'active.

## Affectations avant la Première Guerre mondiale

### Guerre des Boers
Seul le 2e bataillon participe à la guerre des Boers. Il est inclus au sein de la 11e brigade de la 5e division, avec le 2e bataillon du King's Royal Lancaster Regiment, 1er bataillon du South Lancashire Regiment, et le 1er bataillon du York and Lancaster Regiment. Il part de Grande-Bretagne le 2 décembre 1900 à bord du Norman et arrive au cap le 19. Il est alors envoyé autour de Durban.

## Première Guerre mondiale
Durant la Première Guerre mondiale, le régiment dérive 30 bataillons au total.

### 1erbataillon

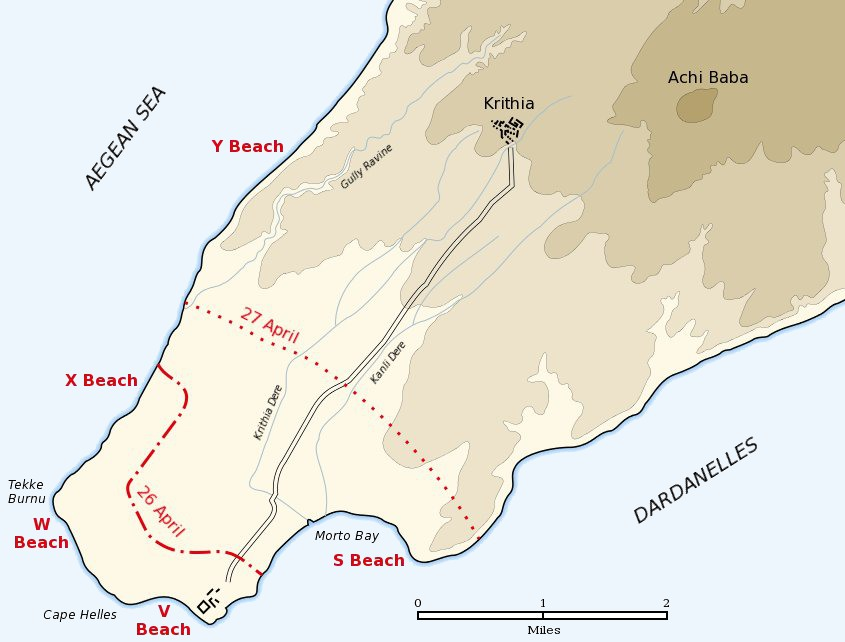
Les zones de débarquement de l'armée britannique le 25 avril 1915

Le 1er bataillon est à Karachi au moment où éclate la Première guerre mondiale en août 1914. Il est dépêché en Grande-Bretagne où il arrive le 2 janvier 1915. Il est alors attaché à la 86e brigade de la 29e division. Il est d'abord regroupé à Nuneaton puis embarque, le 16 mars 1915 en direction de Gallipoli via l'Égypte, après une revue passée par le roi George V. Il débarque le 25 avril 1915 sur la plage W sous un feu d'enfer. Son baptême du feu est marqué par un fait d'armes exceptionnel que la légende résume par le terme "six Victoria Cross avant le petit-déjeuner" (Six VC before breakfast) attribué à 2 officiers (Capitaine. R.R. Willis, Capitaine C. Bromley) et 4 gradés et soldats (Sergents A. Richards et F.E.Stubbs, Caporal J.E.Grimshaw, Soldat de 2e classe W.Keneally). Le bataillon est le seul de la division à progresser sur la péninsule de Gallipoli alors que les autres unités sont détruites sur les plages. Cette action d'éclat permet à la 29e division de prendre pied au Cap Helles et d'éviter le désastre.
Le 1er bataillon participe à toute la campagne avec la 29e division.
En janvier 1916, il est évacué de Gallipoli pour être, dans un premier temps, envoyé en Égypte puis, dans un deuxième temps, rejoindre le front de l'Ouest. Il est débarqué à Marseille en mars 1916.